# Валентин Стенеску
Валентин Стенеску (рум. Valentin Stănescu, 20 листопада 1922, Бухарест — 4 квітня 1994) — румунський футболіст, що грав на позиції воротаря. По завершенні ігрової кар'єри — тренер.
Виступав, зокрема, за клуб «Рапід» (Бухарест), а також національну збірну Румунії.
Триразовий чемпіон Румунії (як тренер). Володар Кубка Румунії (як тренер).

## Клубна кар'єра
У дорослому футболі дебютував 1940 року виступами за команду «Олімпія» (Бухарест), у якій провів два сезони. 
Згодом з 1942 по 1947 рік грав у складі команд «Спортул» та «Кармен» (Бухарест).
У 1947 році перейшов до клубу «Рапід» (Бухарест), за який відіграв 5 сезонів. Завершив професійну кар'єру футболіста виступами за команду «Рапід» (Бухарест) у 1952 році.

## Виступи за збірну
У 1947 році дебютував в офіційних матчах у складі національної збірної Румунії.
Загалом протягом кар'єри в національній команді, яка тривала 1 рік, провів у її формі 5 матчів.

## Кар'єра тренера
Розпочав тренерську кар'єру невдовзі по завершенні кар'єри гравця, 1953 року, очоливши тренерський штаб клубу «Локомотіва МЧФ».
У 1963 році став головним тренером команди «Рапід» (Бухарест), тренував бухарестську команду п'ять років.
Протягом тренерської кар'єри кілька разів очолював тренерський штаб збірної Румунії.
Також був головним тренером «Стяуа», «Динамо» (Бухарест), «Дунаря» (Джурджу), «Уніря» (Фокшань), «Тирговіште», «Стягул Роса», «Петролул» та «Університатя» (Крайова).
Останнім місцем тренерської роботи був клуб «Рапід» (Бухарест), головним тренером команди якого Валентин Стенеску був з 1982 по 1984 рік.
Помер 4 квітня 1994 року на 72-му році життя.

## Титули і досягнення

### Як тренера
- Чемпіон Румунії (3):

«Рапід» (Бухарест): 1966-1967
«Університатя» (Крайова): 1979-1980
«Динамо» (Бухарест): 1981-1982
- Володар Кубка Румунії (1):

«Динамо» (Бухарест): 1981-1982